# Cėndijn Damdinsürėn
Cėndijn Damdinsürėn (in mongolo: Цэндийн Дамдинсүрэн; Distretto di Matad, 14 settembre 1908 – Ulan Bator, 27 maggio 1986) è stato uno scrittore e linguista mongolo, autore del testo dell'inno nazionale della Mongolia. Ha anche trascritto in mongolo moderno la Storia segreta dei mongoli.

## Biografia
Nato nel 1908 in quella che oggi è la provincia del Dornod, fu politicamente attivo nella Lega della Gioventù Rivoluzionaria Mongola. Successivamente divenne presidente del Consiglio dei sindacati mongoli ed entrò a far parte del Partito del Popolo Mongolo nel 1932. Nel 1933 continuò la sua formazione a Leningrado.
Dopo essere tornato in Mongolia nel 1938, divenne un alleato del futuro presidente Yumjaagiin Tsedenbal. Fu promotore del passaggio dalla scrittura mongola classica scritta in verticale alla scrittura cirillica adattata; fu costretto a farlo perché represso politicamente e imprigionato e minacciato di pena capitale. Tra il 1942 e il 1946 fu redattore del giornale di partito Mongoliin Ünen (La verità). Nel 1959 divenne presidente del Comitato delle scienze e tra il 1953 e il 1955 fu presidente dell'Unione degli scrittori mongoli.

## Opere
La lingua delle sue poesie e della sua prosa si basava molto sulle tradizioni letterarie orali. Il suo romanzo La ragazza rifiutata (Гологдсон хүүхэн, Gologdson Khüükhen) divenne un film popolare degli anni '60.
Creò il primo grande dizionario russo-mongolo e scrisse il testo dell'inno nazionale in uso tra il 1950 e il 1962, e in parte dopo il 1991.
È stato candidato al Premio Nobel per la Letteratura nel 1971.